# Nuova Estremadura
La Nuova Estremadura (in spagnolo Nueva Extremadura) era una regione situata a nord del Vicereame della Nuova Spagna creata durante la colonizzazione spagnola delle Americhe, che occupava la gran parte dell'attuale stato messicano di Coahuila y Texas e una parte minore dello stato di Nuevo León. Successivamente il territorio fu ribattezzato in Provincia di Coahuila.
Durante la sua esistenza, la capitale fu Santiago de la Monclova, situata nel centro geografico di Coahuila.